# وایشمار
وایشمار (به آلمانی: Wichmar) یک شهر در آلمان است که در زاله‌هلتسلاند واقع شده‌است. وایشمار ۲۱۹ نفر جمعیت دارد.